# Frank Sichau
Frank Sichau (* 18. Dezember 1947 in Wanne-Eickel) ist ein deutscher Politiker (SPD) in Nordrhein-Westfalen.

## Leben
Sichau wurde 1947 in Wanne-Eickel geboren. Nach seinem Abitur 1966 leistete er von 1967 bis 1968 seinen Grundwehrdienst. 1969 begann Sichau ein Studium der evangelischen Theologie an der Kirchlichen Hochschule Bethel, das er 1969 bis 1972 an der Ruhr-Universität Bochum und von 1972 bis 1975 an der Westfälischen Wilhelms-Universität  in Münster fortsetzte. 1975 legte er sein erstes und 1977 sein zweites Staatsexamen ab. 1975 wurde Sichau Vikar in der evangelischen Johannes Kirchengemeinde in Recklinghausen. 1977 wurde er Pastor und seit 1978 ist er Pfarrer des Kirchenkreises Herne im Berufsschuldienst. 1979 wurde er weiterhin zum Bezirksbeauftragten für Religionslehre an beruflichen Schulen im Kirchenkreis Herne ernannt.
Sichau ist verheiratet und hat zwei erwachsene Söhne.

## Politik
Sichau ist Mitglied der SPD seit 1968. Seine politische Karriere begann er 1970 bis 1971 als Vorsitzender der Jungsozialisten (JUSOS) des Kreisverbandes Wanne-Eickel und von 1971 bis 1972 als stellvertretender Vorsitzender der JUSOS im Unterbezirk Ruhr-Mitte. Von 1974 bis 1978 war er stellvertretender Vorsitzender der Schiedskommission im Bezirk Westliches-Westfalen. Seit 1980 ist Sichau Mitglied im Unterbezirksvorstand Herne der SPD. Von 1990 bis 2002 leitete er den SPD-Ortsverein Wanne-Ost. Seit 2000 ist er stellvertretender Vorsitzender des SPD-Unterbezirkes Herne.
Von 1979 bis 1995 war er Mitglied des Rates der Stadt Herne. Die SPD-Fraktion wählte ihn dort von 1991 bis 1994 zum stellvertretenden Fraktionsvorsitzenden Von 1989 bis 1994 nahm er auch die Funktion des Vorsitzenden des Jugendhilfeausschusses war. 1984 bis 1994 war er Aufsichtsrat der Stadtwerke Herne und von 1990 bis 1994 erster stellvertretender Vorsitzender des Aufsichtsrates der Gemeinnützigen Beschäftigungsgesellschaft mbH Herne. Seit 1991 ist Sichau Vorsitzender der Drogenberatung. Sichau ist weiterhin aktives Mitglied in verschiedenen sozialpolitisch aktiven Vereinen.
Von 1995 bis 2010 war er Abgeordneter des Landtags Nordrhein-Westfalen und u. a. Mitglied im Petitionsausschuss und im Rechtsausschuss.